# Yuri Bezmenov
Yuri Aleksándrovich Bezménov (en ruso: Ю́рий Алекса́ндрович Безме́нов: ; 1939 – 1993), conocido por el alias Tomas David Schuman, fue un periodista soviético para RIA Novosti y un anterior informante del PGU del KGB que desertó a Canadá.